# Gemeinde Tarnau
Die Gemeinde Tarnau, polnisch Gmina Tarnów Opolski ist eine Landgemeinde im Powiat Opolski der Woiwodschaft Opole in Polen. Ihr Sitz ist das Dorf Tarnau mit etwa 3450 Einwohnern.
Die Gemeinde ist seit 2007 zweisprachig (polnisch und deutsch).

## Geographie
Die Gemeinde mit einer Fläche von 81,6 km² liegt in Oberschlesien und grenzt im Nordwesten an Opole (Oppeln).
Durch den Hauptort verläuft die Bahnstrecke zwischen Opole und Gliwice (Gleiwitz).

## Geschichte
Bei der Volksabstimmung am 20. März 1921 stimmten in Tarnau 355 Wahlberechtigte für einen Verbleib bei Deutschland und 532 für Polen. Da der Stimmkreis Oppeln mehrheitlich für Deutschland votierte, blieb Tarnau beim Deutschen Reich.
Als Folge des Zweiten Weltkriegs fiel 1945 das Gebiet an Polen. Die Gmina Tarnów wurde gebildet und 1950 Teil der Woiwodschaft Opole. Von 1954 bis 1972 bestand die Gromada Tarnów Opolski. Von 1975 bis 1998 gehörte die Gemeinde zur kleiner zugeschnittenen Woiwodschaft Opole.
Bei der Volkszählung von 2002 bezeichneten sich 24,34 % der Gemeindebevölkerung als Angehörige der deutschen Minderheit und weitere 10,87 % bezeichneten sich als „Schlesier“.
Die Gemeinde ist seit dem 15. Februar 2007 offiziell zweisprachig und führte zum 14. April 2008 deutsche Ortsbezeichnungen ein.
Sie unterhält zwei Partnerschaften mit Brück in Brandenburg und Bad Blankenburg in Thüringen.

## Gliederung
Die Landgemeinde Tarnau (gmina wiejska Tarnów Opolski) besteht aus acht Dörfern mit Schulzenamt:
- Konty (Kąty Opolskie)
- Kossorowitz (Kosorowice)
- Kupferberg (Miedziana)
- Nakel (Nakło)
- Przywor (Przywory)
- Raschau (Raszowa)
- Tarnau (Tarnów Opolski)
- Schulenburg (Walidrogi).

## Politik

### Gemeindevorsteher
An der Spitze der Gemeindeverwaltung steht der Gemeindevorsteher. Bisher war dies Krzysztof Mutz, der 2018 erneut mit seinem eigenen Wahlkomitee antrat. 2024 verzichtete er auf eine erneute Kandidatur. Die turnusmäßigen Wahl im April 2024 führte zu folgendem Ergebnis.
- Rudolf Urban (Wahlkomitee Rudolf Urban) 49,9 % der Stimmen
- Magdalena Chudowska (Wahlkomitee Magdalena Chudowska) 35,5 % der Stimmen
- Rafał Zmuda (Wahlkomitee Rafał Zmuda) 14,6 % der Stimmen

In der damit notwendigen Stichwahl wurde Urban mit 64,0 % der Stimmen gegen Chudowska zum neuen Gemeindevorsteher gewählt.
Die turnusmäßigen Wahl im Oktober 2018 führte zu folgendem Ergebnis.
- Krzystof Mutz (Wahlkomitee Krzystof Mutz) 69,9 % der Stimmen
- Gabriela Jośko (Wahlkomitee Gabriela Jośko) 30,1 % der Stimmen

Damit wurde Mutz bereits im ersten Wahlgang wiedergewählt.

### Gemeinderat
Der Gemeinderat besteht aus 15 Mitgliedern und wird direkt in Einpersonenwahlkreisen gewählt. Die Gemeinderatswahl 2018 führte zu folgendem Ergebnis:
- Wahlkomitee Rudolf Urban 45,3 % der Stimmen, 8 Sitze
- Wahlkomitee Krzystof Mutz 40,8 % der Stimmen, 7 Sitz
- Wahlkomitee Rafał Zmuda 13,9 % der Stimmen, kein Sitz

Die Gemeinderatswahl 2018 führte zu folgendem Ergebnis:
- Wahlkomitee Krzystof Mutz 40,4 % der Stimmen, 7 Sitze
- Wahlkomitee Deutsche Minderheit 25,8 % der Stimmen, 4 Sitze
- Wahlkomitee Gabriela Jośko 24,4 % der Stimmen, 1 Sitz
- Wahlkomitee der Feuerwehr in Tarnów Opolski 5,8 % der Stimmen, 2 Sitze
- Porozumienie Jarosław Gowin 3,7 % der Stimmen, 1 Sitz